# Biała Podlaska (gmina wiejska)
Biała Podlaska – gmina wiejska w województwie lubelskim, w powiecie bialskim. W latach 1975–1998 gmina położona była w województwie bialskopodlaskim.
Siedziba gminy to Biała Podlaska.
Według danych z czerwca 2009 gminę zamieszkiwało 13 147 osób.
Gmina Biała Podlaska jest największą terytorialnie gminą (i zarazem gminą wiejską) województwa lubelskiego.

## Struktura powierzchni
Według danych z roku 2002 gmina Biała Podlaska ma obszar 324,76 km², w tym:
- użytki rolne: 66%
- użytki leśne: 27%

Gmina stanowi 11,79% powierzchni powiatu.

## Demografia

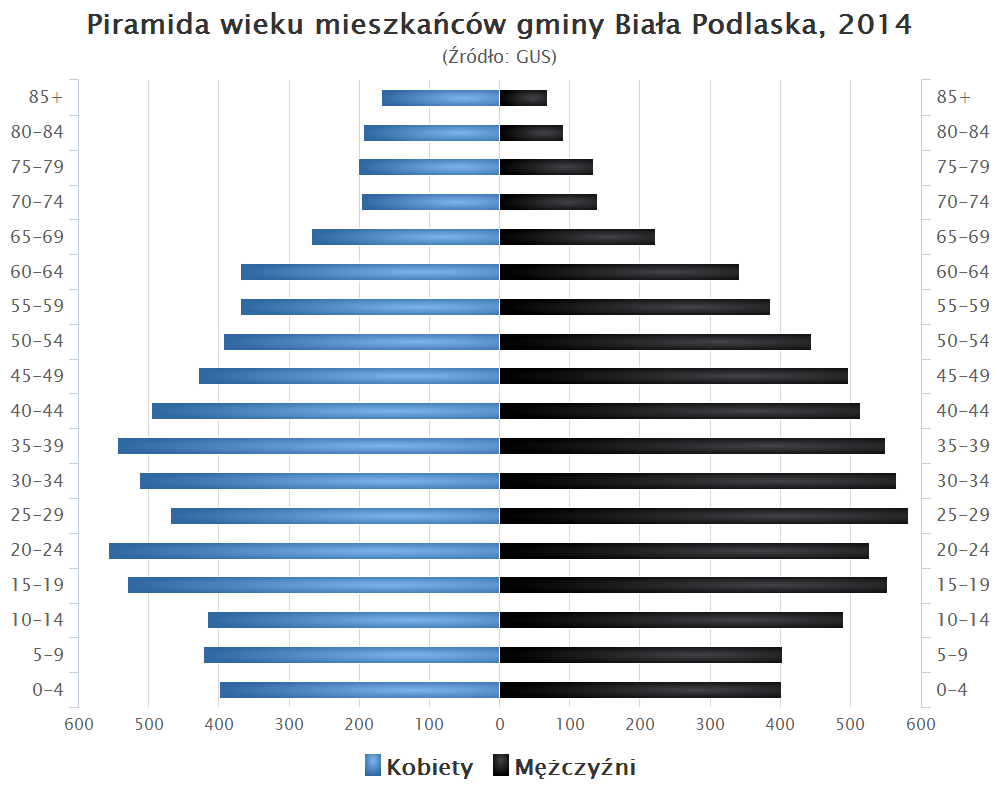
Piramida wieku mieszkańców gminy Biała Podlaska w 2014 roku

Dane z 30 czerwca 2004:
| Opis                              | Ogółem | Ogółem | Kobiety | Kobiety | Mężczyźni | Mężczyźni |
| --------------------------------- | ------ | ------ | ------- | ------- | --------- | --------- |
| jednostka                         | osób   | %      | osób    | %       | osób      | %         |
| populacja                         | 12 049 | 100    | 6003    | 49,8    | 6046      | 50,2      |
| gęstość zaludnienia (mieszk./km²) | 37,1   | 37,1   | 18,5    | 18,5    | 18,6      | 18,6      |

## Sołectwa
Cełujki, Cicibór Duży, Cicibór Mały, Czosnówka, Dokudów Drugi, Dokudów Pierwszy, Grabanów, Grabanów-Kolonia, Hola, Hrud, Husinka, Janówka, Jaźwiny, Julków-Zacisze, Kaliłów, Krzymowskie, Lisy, Łukowce, Michałówka, Młyniec, Ortel Książęcy Drugi-Ogrodniki, Ortel Książęcy Pierwszy, Perkowice, Pojelce, Porosiuki, Pólko, Rakowiska, Roskosz, Sitnik, Sławacinek Nowy, Sławacinek Stary, Styrzyniec, Surmacze, Swory, Sycyna, Terebela, Wilczyn-Kamieniczne, Woroniec, Woskrzenice Duże, Woskrzenice Małe, Wólka Plebańska, Zabłocie.

## Pozostałe miejscowości
Franopol, Grabarka, Hulanka, Kępa, Kijowiec, Koślawe, Krąglik, Planowa, Podłąka, Podszosa, Smolne Piece, Sycyna (kolonia), Terebela (kolonia), Tolusin, Woskrzenice Duże (kolonia), Woskrzenice Małe (kolonia), Wozareckie Pieńki, Zagóra, Zielone.

## Sąsiednie gminy
m. Biała Podlaska, Drelów, Huszlew, Janów Podlaski, Leśna Podlaska, Łomazy, Międzyrzec Podlaski, Piszczac, Rokitno, Zalesie.